# Pim Lier
Albrecht Willem (Pim) Lier (* 22. Juli 1918 in Den Haag; † 9. April 2015 in Almelo) war ein niederländischer Jurist und Rechtsanwalt. Er war ein Halbbruder von Königin Juliana.

## Leben
Pim Lier wurde in Den Haag geboren. Er ist der Sohn von Prinz Heinrich zu Mecklenburg, dem Ehemann von Königin Wilhelmina, und Mien Abbo-Wenneker (eigentlich Willemina Wenneker, 1887–1973). 1919 heiratete Mien Abbo-Wenneker den Leutnant Jan Derk Lier, der Pim als seinen Sohn anerkannte. Das Ehepaar erhielt einhunderttausend Gulden und einen monatlichen Unterhalt von tausend Gulden, der später auf 500 Gulden gekürzt wurde. Einigen Quellen zufolge hatte Prinz Heinrich weitere fünf uneheliche Kinder von Mien Abbo-Wenneker, die in der Zeit geboren wurden, als sie verheiratet war, unter ihnen Edith Schaap-Abbo (1910–1996).
Die Existenz des Halbbruders wurde 1979 von Loe de Jong in Abschnitt 9 seines Standardwerkes Das Königreich der Niederlande im Zweiten Weltkrieg erwähnt. De Jong nennt dabei aber die Namen „Elisabeth Le Roi“ als die Liebhaberin von Prinz Heinrich und „Henry“ als deren Sohn. Die Tageszeitung De Telegraaf spürte Pim Lier daraufhin auf. Dieser hoffte, durch die königliche Familie als Mitglied anerkannt zu werden, wurde aber völlig ignoriert. In den späten 1970er Jahren besuchte er in Villefranche-sur-Mer, Frankreich, den ehemaligen Abwehr-Agenten Michael Graf Soltikow.
In den nächsten Jahren bemühte sich Lier um Anerkennung und Publizität. 1984 wechselte er auf Anregung seiner Frau Petra de Vries in die rechtsextreme Centrumpartij, deren Vorsitzender er später wurde. 1986 wurde er jedoch von der Partei nach einer Reihe von Konflikten ausgeschlossen. Weil seine Frau unheilbar krank war, entschied er sich am 18. Dezember 1986 mit seiner Frau einen Doppelsuizid zu begehen. Er erschoss seine Frau, wagte aber nicht, sich dann zu töten, und wurde für die Tötung seiner Frau zu viereinhalb Jahren Gefängnisstrafe verurteilt.